# Thomas Lincoln Casey
Pour les articles homonymes, voir Casey.
Thomas Lincoln Casey est un entomologiste américain, né le 19 février 1857 à West Point et mort le 3 février 1925 à Washington D.C..

## Biographie
Spécialiste réputé des coléoptères, il fait paraître de nombreuses publications scientifiques ainsi qu’une vaste monographie, Memoirs on the Coleoptera (1910-1924). Il est aussi connu pour ses contributions en astronomie.
Il était le fils du général Thomas Lincoln Casey (1831-1896).

## Publications
- 1884-1885 : Contributions to the descriptive and systematic coleopterology of North America Page de présentation sur Biodiversity Heritage Library
- 1910-1924 : Memoirs on the Coleoptera Vol 1-8, Vol. 9, 10 sur Biodiversity Heritage Library